# Fragmenta Londinensia
Fragmenta Londinensia (oznaczany siglum U) – rękopis napisany w języku greckim, zawierający fragment Septuaginty pochodzący z VI lub VII wieku n.e. Został spisany na papirusie w formie kodeksu. Manuskrypt ten zawiera fragmenty Księgi Psalmów 10:2-18:6; 20:14-34:6 (według numeracji Septuaginty). Fragment ten jest oznaczany również siglum U na liście rękopisów Septuaginty według klasyfikacji Alfreda Rahlfsa. Nazwa manuskryptu pochodzi od miejsca jego przechowywania.

## Opis
Te fragmenty psałterza były pierwszym znalezionym papirusem biblijnym. Zostały one zakupione przez Bibliotekę Brytyjską w 1836 roku od dr Edwarda Hogga, podróżnika, który nabył je w Tebach, w Egipcie. Wedle jego słów rękopis został znaleziony wśród śmieci w ruinach zabytkowego klasztoru. Konstantin von Tischendorf określił wiek rękopisu na późną starożytność (Prolegg. 143ad V. T. Gr., str. IX., „quo nullus codicum sacrorum antiquior videtur”). Rękopis był badany przez Paula de Lagarde, który w 1887 roku opisał kodeks jako „bibliorum omnium quos noverim antiquissimus” ('najstarszy fragment Biblii, o którym wiemy'; Specimen, str. 4). Jednakże dokładne badania paleograficzne przesunęły czas powstania manuskryptu na VI/VII wiek n.e. Frederic Kenyon uważał, że pochodzi z VII wieku i tak jest datowany na liście rękopisów Septuaginty.
Zachowały się 32 papirusowe karty kodeksu. Tekst jest pisany pismem pochyłym, litery są nieregularne. Pisarz swobodnie używa przydechów i akcentów. Tekst jest pisany pismem ciągłym do tego stopnia, że kopista ani nie zaznacza końcówek psalmów ani nie wyróżnia tytułu psalmu od reszty tekstu. Cechy tekstu i niewprawiona ręka kopisty wskazują, że nie był on wprawnym skrybą ani wykształconym pisarzem. Wykazano również, że tekst tego kodeksu ściśle koresponduje z saidzkim psałterzem pochodzącym z Górnego Egiptu (BM, Pap. Codex Orientales 5000) opublikowanym w 1898 roku przez E.A. Wallisa Budge.
Został opublikowany przez Tischendorfa (Monumenta Sacra Inedita, nov.coll.1., 1855), oraz wykorzystany przez Henry’ego Swete’a i Alfreda Rahlfsa w ich edycjach Septuaginty.
Manuskrypt jest przechowywany w Bibliotece Brytyjskiej w Londynie (P. Inv. Nr. 37).